# Jitia
Jitia è un comune della Romania di 1 683 abitanti, ubicato nel distretto di Vrancea, nella regione storica della Muntenia. 
Il comune è formato dall'unione di 5 villaggi: Cerbu, Dealu Sării, Jitia, Jitia de Jos, Măgura.